# 1750年代
1750年代（せんななひゃくごじゅうねんだい）は、西暦（グレゴリオ暦）1750年から1759年までの10年間を指す十年紀。

## できごと

### 1750年
- バウムガルテン、『美学』第一版出版。

### 1751年
- スウェーデンでホルシュタイン＝ゴットルプ王朝始まる。
- ドゥニ・ディドロらによる百科全書の刊行が始まる。
- 12月14日（寛延4年10月27日） - 日本、改元して宝暦元年。

### 1752年
- ベンジャミン・フランクリン、雷の中で凧をあげ、雷が電気であることを証明（凧の実験）。
- 9月14日 - イギリスでグレゴリオ暦が採用される。

### 1754年
- 北米大陸にてフレンチ・インディアン戦争が勃発（ - 1763年）。

### 1755年
- 宝暦の飢饉。
- 清がジュンガルを滅ぼす。

### 1756年
- フリードリヒ2世率いるプロイセンがザクセンに侵攻し、七年戦争が始まる（ - 1763年）。

### 1757年
- オスマン帝国の皇帝がオスマン3世（1754年-1757年) からムスタファ3世（1757年 - 1774年）に交代する。
- プラッシーの戦いが起こり、イギリス東インド会社がインド全域における覇権を確立。

### 1758年
- エドモンド・ハリーが予言した彗星が12月25日に現れ、ハレー彗星と名づけられる。
- クレメンス13世、ローマ教皇に選出される。

### 1759年
- 1月15日 - 大英博物館、開館。